# Henryk Stoy
Henryk Stoy (ur. ok. 1857, zm. 22 maja 1909 w Sanoku) – polski inżynier, budowniczy.

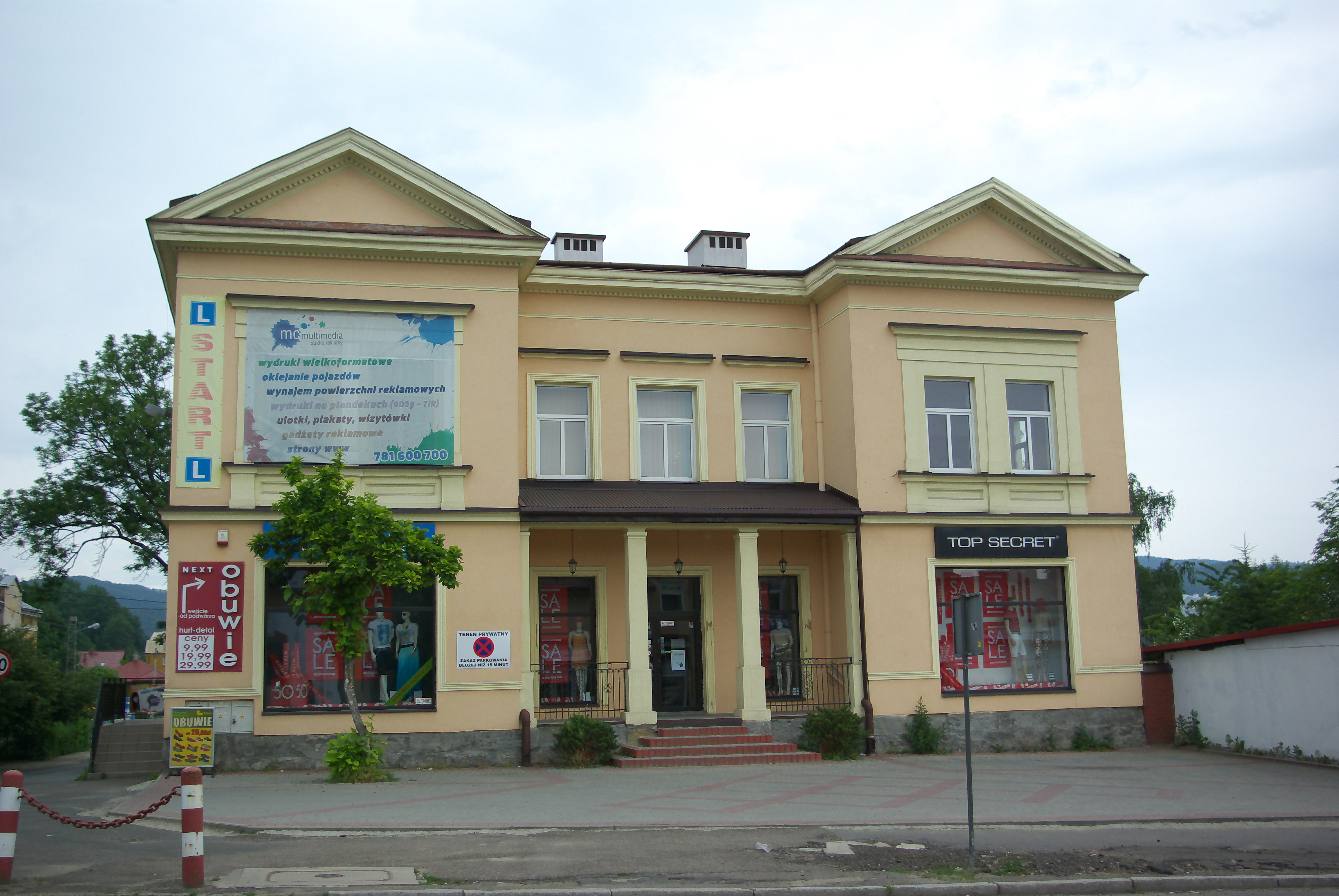
Kamienica przy obecnej ulicy Podgórze 2 w Sanoku

## Życiorys
Urodził się około 1857. Był synem Wincentego.
Wstąpił do służby państwowej Austro-Węgier w okresie zaboru austriackiego w ramach autonomii galicyjskiej. Od około 1875 był praktykantem budowniczym w oddziale technicznym C. K. Namiestnictwa, następnie od około 1876 był praktykantem budowniczym przy c. k. starostwie powiatu tarnobrzeskiego. Później był zatrudniony w oddziale budowniczym przy urzędzie c. k. starostwa powiatu sanockiego, gdzie od około 1879 był przydzielony jako praktykant budowniczy oddziału technicznego c. k. Namiestnictwa, od około 1883 pracował jako adiunkt budowniczy, od około 1889 jako inżynier. Na przełomie lat 70. i 80. XIX wieku kierował pracami przebudowy ulicy Zielonej w Sanoku (od 1883 ulica Jana III Sobieskiego), w tym w 1882 był kierownikiem budowy gmachu tamtejszego C. K. Gimnazjum. Do stycznia 1887 sporządził projekt kanalizacji miasta Sanoka. Był kierownikiem budowy kamienicy przy tej ulicy pod obecnym numerem 12. Latem 1887 kierował budową Mostu Olchowieckiego w Sanoku (po wybuchu II wojny światowej podczas kampanii wrześniowej most został wysadzony 9 września 1939 przez wycofujących się żołnierzy polskich). W tym czasie wybudował kamienicę pod obecnym adresem ul. Podgórze 2, znajdującą się u zbiegu ulic Podgórze i Jagiellońskiej. Decyzją c. k. Namiestnika w 1892 został przeniesiony z Sanoka do Brzeżan, gdzie od tego czasu sprawował analogiczne stanowisko inżyniera w oddziale budowniczym przy urzędzie c. k. starostwa powiatu brzeżańskiego, zaś od około 1896 pracował tam w charakterze nadinżyniera, a od około 1907 w charakterze starszego inżyniera. Po przeniesieniu do Brzeżan w 1892 został równolegle mianowany komisarzem nadzoru kotłów parowych dla powiatów brzeżańskiego, podhajeckiego, przemyślańskiego, rohatyńskiego.
Należał do sanockiego gniazda Polskiego Towarzystwa Gimnastycznego „Sokół” (1890, 1891). Od 1884 był członkiem zwyczajnym Towarzystwa Politechnicznego we Lwowie od 1884 do końca życia.
Był żonaty z Heleną Józefą Leokadią (ur. 1855, córka Walentego Lipińskiego z Sanoka, w 1940 deportowana na Syberię wraz z synową i wnukiem Tadeuszem Hoffem i 23 września 1940 zmarła w Minorze). Mieli dzieci: Emilię Stefanię Wiktorię (ur. 1880, żona Mariana Ludwika Hoffa, matka Tadeusza Hoffa, zm. 27 maja 1944 w Ałdanie), Filipinę (jedno z bliźniąt, ur. i zm. 1 maja 1885), Henryka Tadeusza (drugie z bliźniąt, ur. 1 maja 1885), Stefanię Jadwigę (ur. 1886), Kazimierza (1890-1980, oficer lotnictwa Wojska Polskiego). Pod koniec XIX zamieszkiwał w Sanoku w domu nr 225 rodzin Lipińskich i Beksińskich. Zmarł 22 maja 1909 w Sanoku. Został pochowany na cmentarzu w Sanoku po pogrzebie pod przewodnictwem ks. Jana Ubermana 27 maja 1909.
W latach 30. XX wieku do miasta Sambor był przypisany inny inż. Henryk Stoy.